# Reinier Alcántara
Reinier Alcántara Nuñez (ur. 14 stycznia 1982 w Pinar del Río) – kubański piłkarz występujący na pozycji napastnika.

## Kariera klubowa
Alcántara karierę rozpoczął w 1997 roku w zespole FC Pinar del Río. Przez 11 lat gry dla tego klubu, zdobył z nim dwa mistrzostwa Kuby (2000, 2006). W 2008 roku uciekł do Stanów Zjednoczonych. Tam kontynuował karierę w zespole Miami FC z ligi USL First Division, stanowiącej drugi poziom rozgrywek. Spędził tam sezon 2009, a potem odszedł z klubu.

## Kariera reprezentacyjna
W reprezentacji Kuby Alcántara zadebiutował w 2005 roku. W 2007 roku został powołany do kadry na Złoty Puchar CONCACAF. Zagrał na nim w meczach z Meksykiem (1:2), Panamą (2:2) i Hondurasem (0:5), a Kuba odpadła z turnieju po fazie grupowej.
W latach 2005–2008 w drużynie narodowej Alcántara rozegrał łącznie 17 spotkań i zdobył 10 bramek.